# 세바스티아노 바조

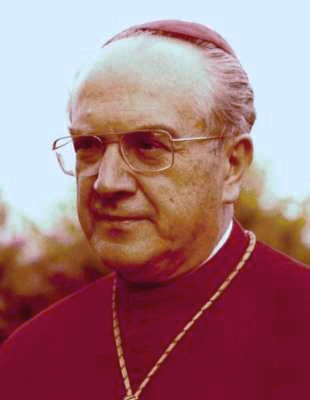

세바스티아노 바조(이탈리아어: Sebastiano Baggio, 1913년 5월 16일 - 1993년 5월 22일)는 이탈리아의 로마 가톨릭교회 추기경이다.
이탈리아 베네토주 로사 태생으로 1935년 12월 21일 베네치아에서 22세의 나이에 사제 서품을 받았다. 이후 그는 57년 동안 사제로, 39년 동안 주교로, 23년 동안 추기경을 지냈다. 상냥하고 명랑한 성격이었던 그는 많은 자선 활동을 하였다.
칠레와 캐나다, 브라질에서 외교관으로 활동하였으며, 1969년 교황 바오로 6세에 의해 추기경에 서임됨과 동시에 칼리아리 대교구장에 임명되었다. 1984년에 바조 추기경은 바티칸 시국 주교위원회 위원장에 임명되었으며, 1978년에는 교황청 주교성 장관에 임명되었다. 79세가 된 해에는 교황 궁무처장 겸 추기경단의 차부제가 되었다. 1993년 바조 추기경은 로마에서 선종하였다.